# Здзембуж
Здзембуж (пол. Zdziembórz) — село в Польщі, у гміні Брудзень-Дужий Плоцького повіту Мазовецького воєводства.
Населення — 51 особа (2011).
У 1975-1998 роках село належало до Плоцького воєводства.

## Демографія
Демографічна структура станом на 31 березня 2011 року:
|          | Загалом | Допрацездатний вік | Працездатний вік | Постпрацездатний вік |
| -------- | ------- | ------------------ | ---------------- | -------------------- |
| Чоловіки | 28      | 3                  | 20               | 5                    |
| Жінки    | 23      | 3                  | 14               | 6                    |
| Разом    | 51      | 6                  | 34               | 11                   |